# Демократический союз Камеруна
Демократический союз Камеруна (англ. Cameroon Democratic Union, фр. Union Démocratique du Cameroun) — политическая партия Камеруна. Была основана Адаму Ндамом Нджойей, бывшим министром национального образования при президенте Ахмаду Ахиджо, 26 апреля 1991 года.
ДСК бойкотировал парламентские выборы в марте 1992 года вместе с Социал-демократическим фронтом из-за неспособности правительства удовлетворить требования оппозиции, в том числе создание независимой избирательной комиссии для наблюдения за выборами. На парламентских выборах в мае 1997 года ДСК получили пять мест, все они в департаменте Нун в Западном регионе. Затем они бойкотировали президентские выборы в октябре 1997 года вместе с Социал-демократическим фронтом и Национальным союзом за демократию и прогресс.
На парламентских выборах, состоявшихся 30 июня и 15 сентября 2002 года, ДСК получили пять мест, все в департаменте Нун, из 180 мест по всей стране. Адаму Ндам Нджойя и Джон Фру Нди не смогли договориться о назначении единого кандидата от оппозиции на президентских выборах 11 октября 2004 года. В результате Ндам Нджойя представлял коалицию политических партий, Коалицию за национальное примирение и реконструкцию, и занял третье место в окончательном подсчете, набрав 4,47% (168 318 голосов). 
Нджойя был переизбран на очередной пятилетний срок в качестве председателя ДСК на партийном съезде в Яунде, в котором приняли участие около 3000 делегатов, 30 ноября — 2 декабря 2006 года. Иных претендентов на данную должность не было.
ДСК выиграли четыре из 163 первоначально заявленных мест на парламентских выборах в июле 2007 года, также все четыре места в избирательном округе департамента Нун, где партия получила 58,28% голосов. Но не получили ни одного места на частичных выборах, состоявшихся в сентябре, на 17 мест, где первоначальные результаты были аннулированы.
Во время выборов 2007 года ДСК заключили союз с Прогрессивным движением Жан-Жака Экинди, согласившись не выдвигать кандидатов в избирательном округе Вури, где баллотировался их депутат.

## Выборы

### Президентские выборы
| Выборы | Кандидат от партии | Голоса  | %      | Результат |
| ------ | ------------------ | ------- | ------ | --------- |
| 1997   | Бойкот             | Бойкот  | Бойкот | Бойкот    |
| 2004   | Адаму Ндам Нджойя  | 168,318 | 4.48%  | Проигрыш  |
| 2011   | Адаму Ндам Нджойя  | 83,860  | 1.73%  | Проигрыш  |
| 2018   | Адаму Ндам Нджойя  | 61,220  | 1.73%  | Проигрыш  |

### Выборы в Национальное собрание
| Выборы | Глава партии      | Голоса | %      | Места    | +/– | Позиция | Исход                      |
| ------ | ----------------- | ------ | ------ | -------- | --- | ------- | -------------------------- |
| 1992   | Адаму Ндам Нджойя | Бойкот | Бойкот | 0 из 180 |     |         | Внепарламентская оппозиция |
| 1997   | Адаму Ндам Нджойя | 76,644 | 2.65%  | 5 из 180 | ▲ 5 | ▲ 4-е   | Оппозиция                  |
| 2002   | Адаму Ндам Нджойя |        |        | 5 из 180 | ▬   | ▲ 3-ие  | Оппозиция                  |
| 2007   | Адаму Ндам Нджойя | 68,427 | 2.19%  | 4 из 180 | ▼ 1 | ▼ 4-е   | Оппозиция                  |
| 2013   | Адаму Ндам Нджойя | 71,926 | 1.79%  | 4 из 180 | ▬   | ▬ 4-е   | Оппозиция                  |
| 2020   | Адаму Ндам Нджойя |        |        | 4 из 180 | ▬   | ▼ 5-е   | Оппозиция                  |